# Узункольський сільський округ (Магжана Жумабаєва район)
Узунко́льський сільський округ (каз. Ұзынкөл ауылдық округі, рос. Узункольский сельский округ) — адміністративна одиниця у складі району Магжана Жумабаєва Північноказахстанської області Казахстану. Адміністративний центр — село Узинколь.
Населення — 730 осіб (2021; 960 у 2009, 1257 у 1999, 1719 у 1989).
Станом на 1989 рік існувала Узункольська сільська рада (села Косколь, Узунколь, Шандак) колишнього Возвишенського району.

## Склад
До складу округу входять такі населені пункти:
| Населений пункт | Старі назви | Населення, осіб (1989) | Населення, осіб (1999) | Населення, осіб (2009) | Населення, осіб (2021) |
| --------------- | ----------- | ---------------------- | ---------------------- | ---------------------- | ---------------------- |
| Косколь, село   | -           | 269                    | 210                    | 166                    | 101                    |
| Узинколь, село  | -           | 1063                   | 774                    | 625                    | 475                    |
| Шандак, село    | -           | 387                    | 273                    | 169                    | 154                    |